# Dignity
Dignity är ett musikalbum med Hilary Duff från 2007. Detta album är Duffs fjärde studioalbum.

## Låtlista
1. Stranger (Hilary Duff, Kara DioGuardi, Vada Nobles, Derrick Harvin, Julius Diaz) - 4:10
2. Dignity (Duff, DioGuardi, Chico Bennett, Richard Vission) - 3:13
3. With Love (Duff, DioGuardi, Diaz, Nobles) - 3:03
4. Danger (Duff, DioGuardi, Nobles, Mateo Camargo, Diaz) - 3:31
5. Gypsy Woman (Duff, Haylie Duff, Ryan Tedder) - 3:14
6. Never Stop (Duff, DioGuardi, Bennett, Vission) - 3:13
7. No Work, All Play (Duff, DioGuardi, Greg Wells) - 4:17
8. Between You And Me (Duff, DioGuardi, Bennett, Vission) - 3:05
9. Dreamer (Duff, DioGuardi, Farid Nassar) - 3:10
10. Happy (Duff, DioGuardi, Rhett Lawrence, Mitch Allan) - 3:28
11. Burned (Duff, DioGuardi, Nassar) - 3:21
12. Outside Of You (Alecia Moore, Chantal Kreviazuk, Raine Maida) - 4:03
13. I Wish (Duff, DioGuardi, Tim Kelley, Bob Robinson) - 3:51
14. Play With Fire (Duff, DioGuardi, Will Adams) - 3:00

## Singlar
- Play With Fire
- With Love
- Stranger